# جائزة الكرة الذهبية 1986
جائزة الكرة الذهبية 1986، جائزة سنوية تُعطى لأفضل لاعب كرة القدم في العالم من طرف مجلة فرانس فوتبول الفرنسية، كما تقرره لجنة دولية من الصحفيين الرياضيين، وفاز بالجائزة في 1986 اللاعب السوفيتي إيغور بيلانوف لاعب دينامو كييف.

## الترتيب
| الترتيب | اللاعب             | النادي            | الجنسية          | النقاط |
| ------- | ------------------ | ----------------- | ---------------- | ------ |
| 1       | إيغور بيلانوف      | دينامو كييف       | الاتحاد السوفيتي | 84     |
| 2       | غاري لينيكر        | برشلونة / إيفرتون | إنجلترا          | 62     |
| 3       | إيميليو بوتراغينيو | ريال مدريد        | إسبانيا          | 59     |